# Prokop Chocholoušek
Prokop Chocholoušek (Sedlec, 18 febbraio 1819 – Nadějkov, 5 luglio 1864) è stato uno scrittore e giornalista ceco.

## Biografia
Chocholoušek da giovane si trasferì in Italia, dove studiò chirurgia a Padova, ed effettuò inoltre un lungo viaggio tra gli slavi balcanici.
Rientrato in patria, si avvicinò al giornalismo, evidenziando idee radicali. Per la sua attività politica ebbe problemi con la giustizia, venne arrestato più volte e infine messo al confino in Galizia. Rientrò a Praga nel 1861, e negli ultimi anni di vita si dedicò alla pubblicistica.
Per i suoi romanzi e racconti storici fu influenzato parzialmente dagli scritti di František Palacký, come ad esempio ne I Templari in Boemia (Templáři v Čechách, 1843); La figlia di Otakar (Otakarova Doera, 1844); Jiřina (1846); I Crociati (Křižáci, 1849); tutte opere in cui approfondì il passato boemo,con un occhio di riguardo agli argomenti storici.
Chocholoušek si interessò anche a soggetti stranieri, ad esempio polacchi, come in Vanda (1841), oppure italiani, come in Cola di Rienzo (1855), ma prevalentemente descrisse la guerra degli Slavi meridionali contro i Turchi in una serie di novelle romantiche che diede alle stampe, col titolo di Sud (Jih, 1862-1863).
Queste novelle ebbero una funzione stimolatrice sui circoli patriottici boemi negli anni del regime assolutistico di Bach.
Chocholoušek scrisse anche diari di viaggio e feuilletons.

## Opere
- Vanda (1841);
- I Templari in Boemia (Templáři v Čechách, 1843);
- La figlia di Otakar (Otakarova Doera, 1844);
- Jiřina (1846);
- I Crociati (Křižáci, 1849);
- Cola di Rienzo (1855);
- Sud (Jih, 1862-1863).